# محور

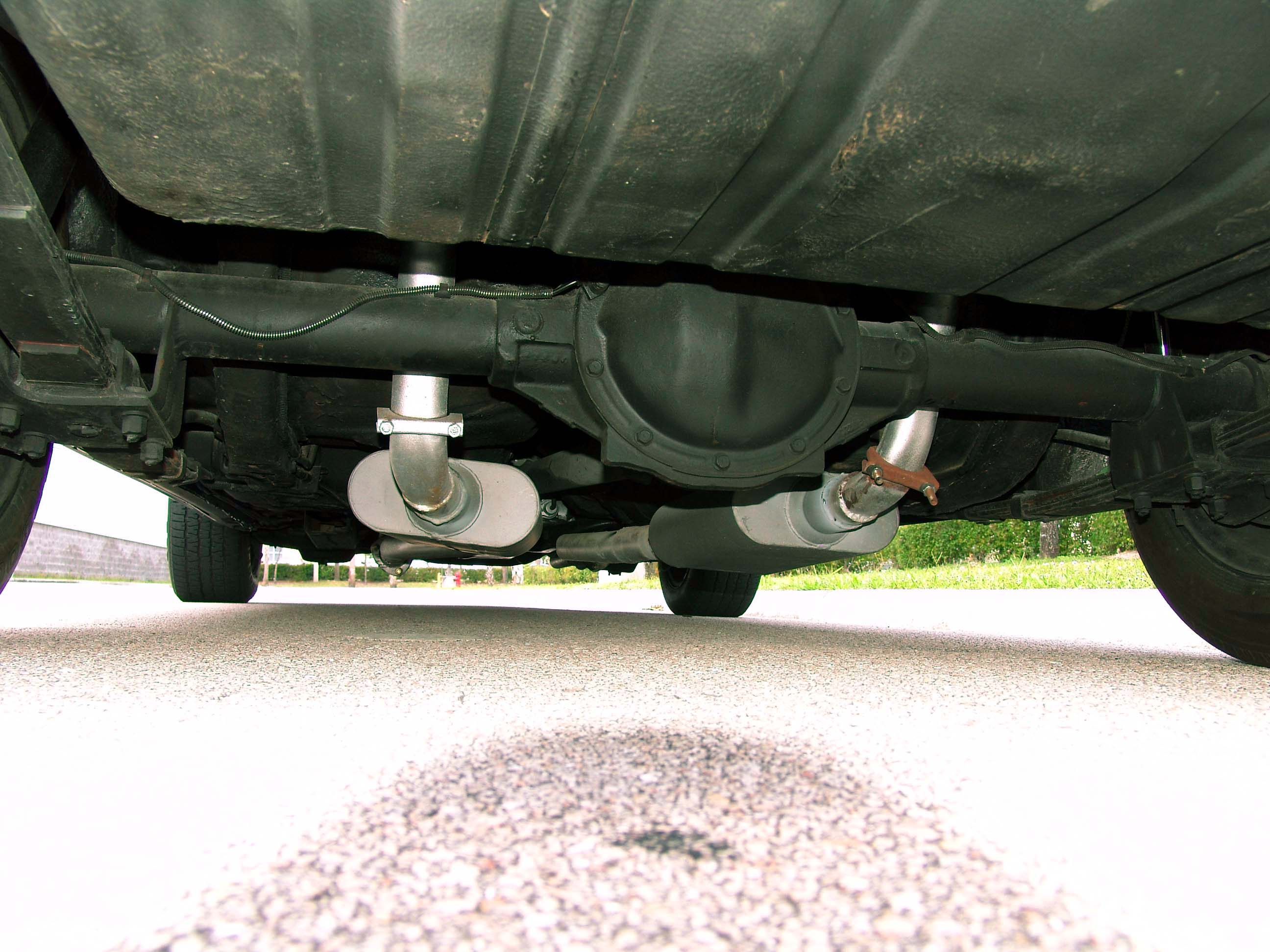
محور چرخ‌های عقب کامارو اس‌اس

اَکسِل (به انگلیسی: Axle) یا محور، یک میله مرکزی برای چرخ دوار یا چرخ‌دنده است. در وسایل نقلیه چرخ‌دار، محور ممکن است به چرخ‌ها ثابت شود و با آن‌ها بچرخد یا روی خودرو ثابت باشد و چرخ‌ها به دور محور بچرخند. در حالت اول، یاتاقان یا بوش در نقاطی که محور به آن نصب شده قرار می‌گیرد. در حالت دوم، یاتاقان یا بوش مکانیکی در سطح داخلی سوراخ چرخ یا چرخ‌دنده قرار می‌گیرد تا به آن‌ها اجازه دهد که آزادانه به دور محور بچرخد.

## محور خودرو
محورها جز جدایی ناپذیر وسایل نقلیه چرخدار هستند. در سامانه تعلیق محور دوار (live-axle)، وظیفهٔ محورها انتقال گشتاور به چرخ و همچنین حفظ موقعیت چرخ‌ها نسبت به یکدیگر و بدنه خودرو می‌باشد. محورهای موجود در این سامانه باید بتوانند وزن وسیله نقلیه به اضافه بار مجاز را تحمل کنند. 

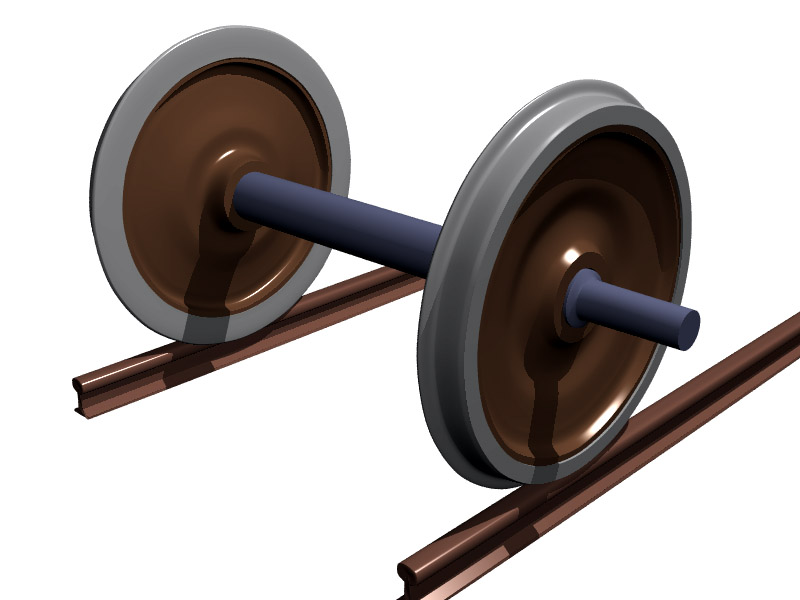
چرخ‌های واگن قطار به یک محور (میله صاف) وصل می‌شوند، به گونه ای که هر دو چرخ بصورت هماهنگ می‌چرخند.

در سامانه محور غیرفعال (non-driving axle)، محورها بدون شافت خواهند بود و فقط به عنوان سامانه تعلیق و فرمان کار می‌کند. در اکثر خودروهای تک دیفرانسیل، در صورتی که چرخ‌های جلو خودرو متحرک باشند، در چرخ‌های عقب از این سامانه استفاده می‌شود و بالعکس.

## ویژگی‌های ساختاری و طراحی

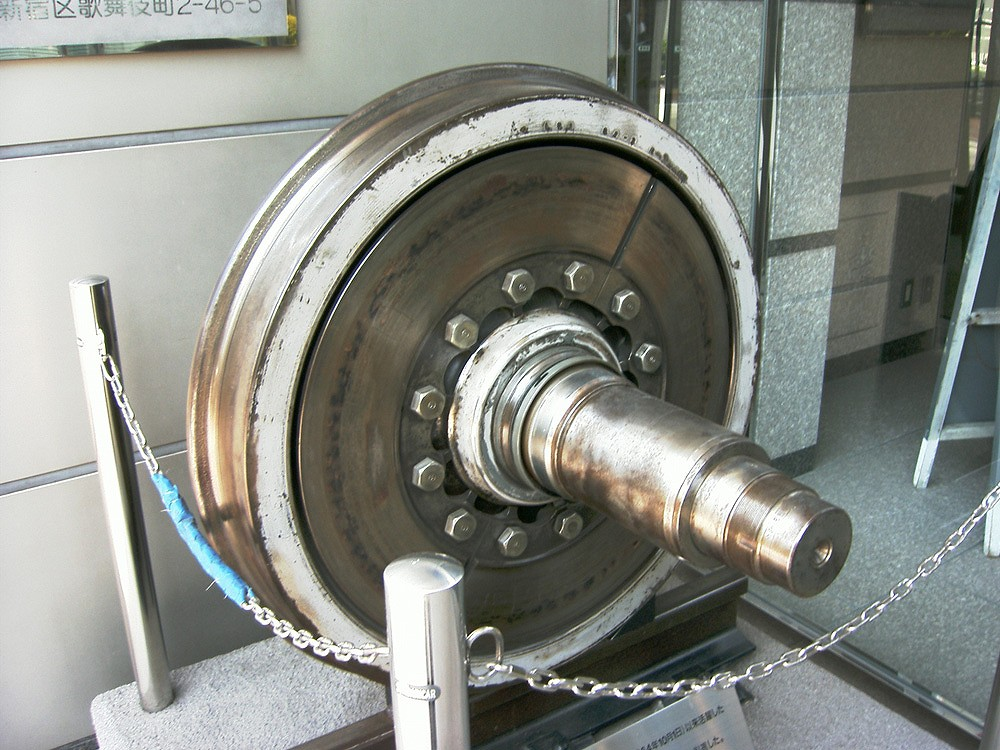
چرخ سری ۰ شینکانسن که در قطارهای پرسرعت ژاپنی استفاده می‌شود

محور مستقیم (straight axle) یک شافت سخت و محکم است که یک چرخ را در سمت چپ وسیله نقلیه به یک چرخ دیگر در سمت راست متصل می‌کند و میزان چرخش هر دو چرخ را یکسان نگه می‌دارد. این طرح می‌تواند چرخ‌ها را تحت فشار شدید در موقعیت خود ثابت نگه دارد و بنابراین می‌تواند بارهای سنگین را تحمل کند. از محورهای مستقیم در قطارها (یعنی لکوموتیوها و واگن‌های راه‌آهن)، محورهای عقب کامیون‌های تجاری و خودروهای سنگین و آفرود استفاده می‌شود. در این محورها می‌توان با محصور کردن محور در یک محفظه، از آن محافظت و استحکامش را تقویت کرد.
در محورهای شکافی (split-axle)، چرخ هر طرف به یک شافت جداگانه متصل است. خودروهای سواری مدرن دارای محورهای شکافی متحرک هستند. در برخی از طراحی‌ها، این امر باعث تعلیق مستقل چرخ‌های چپ و راست می‌شود و در نتیجه خودرو سواری نرم تری خواهد داشت. حتی در صورتی که سامانه تعلیق مستقل نباشد، محورهای شکافی اجازه استفاده از دیفرانسیل را دارند و به این ترتیب چرخ‌های محرک چپ و راست با چرخش خودرو با سرعت‌های مختلف حرکت می‌کنند و باعث بهبود کشش و افزایش عمر لاستیک‌ها می‌شوند
اکسل‌های چند محوره (tandem axle) یک گروه از دو یا چند محور است که نزدیک به هم قرار دارند. در کامیون‌ها از چنین پیکربندی برای ایجاد ظرفیت وزن بیشتر استفاده می‌شود. تریلرها معمولاً دارای اکسل‌های چند محوره در عقب هستند.
اکسل‌ها به‌طور معمول از فولاد SAE با درجه 41xx یا فولاد SAE با درجه 10xx ساخته می‌شوند. فولاد SAE با درجه 41xx معمولاً با نام فولاد کروم مولیبدن (کروم-مولی) شناخته می‌شود در حالی که فولاد SAE با درجه 10xx به عنوان فولاد کربنی شناخته می‌شود. تفاوت‌های اصلی بین این دو مورد این است که فولاد کروم مولی به‌طور قابل توجهی در برابر خم شدن یا شکستن مقاومت بیشتری دارد ولی جوشکاری آن با ابزارهای جوشکاری معمولی بسیار دشوار است.

## محور گرداننده

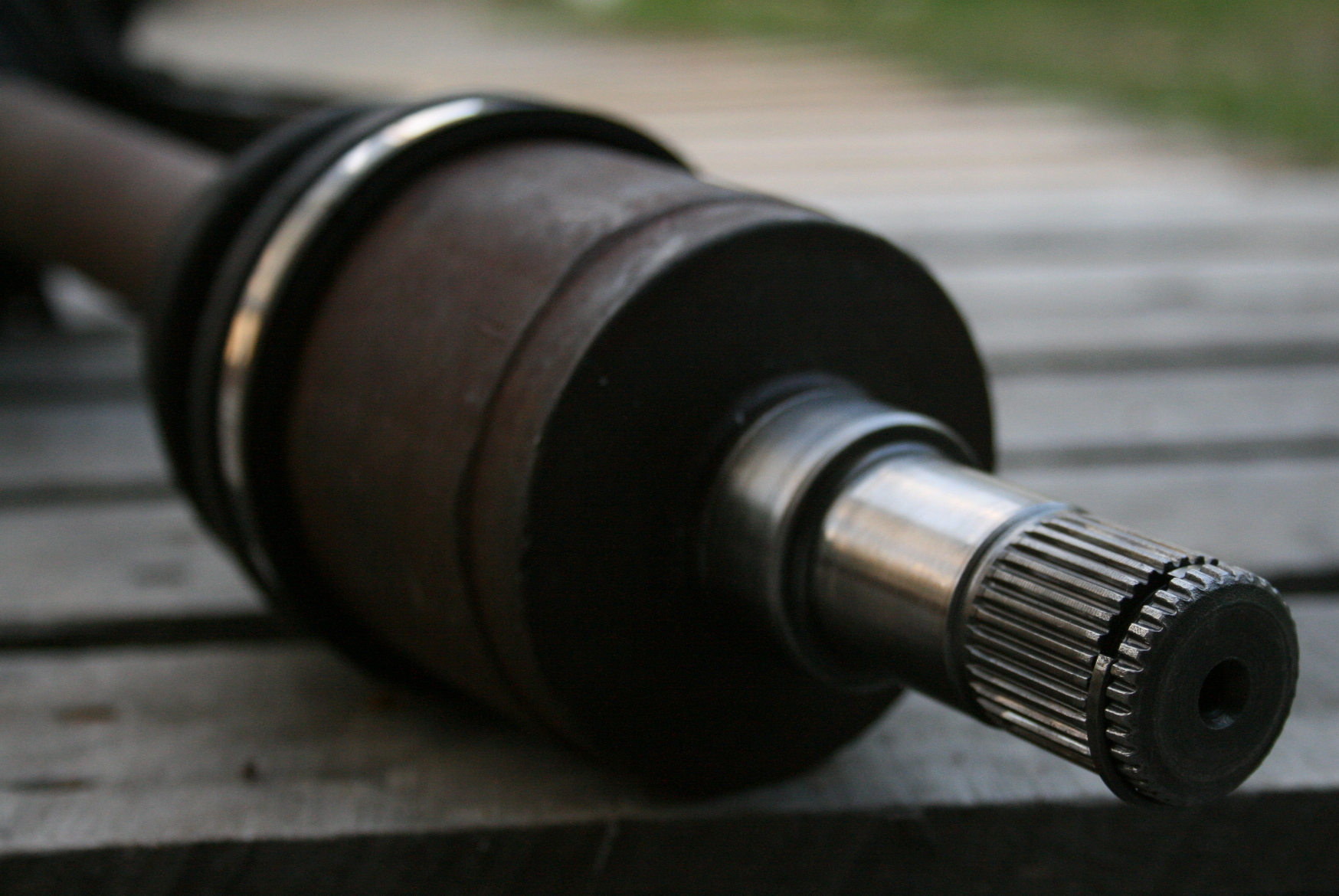
محور گردانندهٔ جلو

به محوری که توسط موتور یا یک محرک بچرخد، محور گرداننده گفته می‌شود.
در خودروهای مدرنی که محورجلو هستند، به‌طور معمول محور به گیربکس (جعبه دنده و دیفرانسیل) متصل می‌شود که به آن ترنس اکسل (transaxle) می‌گویند. محور گرداننده یک اسپلیت اکسل با دیفرانسیل و مفصل دوار بین دو نیم محور است. هر نیم محور با استفاده از اتصال ثابت (CV) به چرخ متصل می‌شود که به مجموعه چرخ اجازه می‌دهد تا آزادانه حرکت کند.
در خودروهای دیفرانسیل عقب و کامیون‌ها، موتور یک میل کاردان را (که شافت پروانه نیز نامیده می‌شود) می‌چرخاند که نیروی چرخشی را به محور محرک در عقب خودرو منتقل می‌کند. در این حالت، یک نیم محور یا نیمه شافت دیفرانسیل را به چرخ عقب سمت چپ متصل می‌کند، نیمه شافت دوم نیز همین کار را با چرخ عقب راست انجام می‌دهد؛ بنابراین دو نیم محور و دیفرانسیل محور عقب را تشکیل می‌دهند. محور گرداننده جلو نیروی محرکه کامیون را ایجاد می‌کند.
در برخی از وسایل نقلیه ساده، مانند ماشین‌های کارتینگ تفریحی، ممکن است دارای یک چرخ متحرک باشند که در آن محور گرداننده یک اسپلیت اکسل است که فقط یکی از دو شافت آن به موتور وصل است، و در ماشین‌های کارتینگ مسابقه ای هر دو چرخ بدون دیفرانسیل به یک شافت متصل هستند.

## اکسل مرده
اکسل مرده، که (lazy axle) نیز نامیده می‌شود، بخشی از پیشرانه نیست، بلکه محوری است که به بخش محرک یا موتور متصل نیست و می‌تواند آزادانه بچرخد. معمولاً اکسل عقب خودروهای محورجلو، اکسل مرده‌است. بسیاری از کامیون‌ها و تریلرها از اکسل‌های مرده برای تقسیم وزن بار استفاده می‌کنند. در نیمه تریلرها، تجهیزات مزرعه و برخی ماشین آلات سنگین ساختمانی نیز همین اکسل‌ها به کار می‌روند. در بعضی از این اکسل‌ها برای کم شدن ساییدگی غیرضروری لاستیک‌ها، چرخها فقط در صورت بارگیری زیاد با زمین تماس پیدا می‌کنند.

## محور بالا گیر

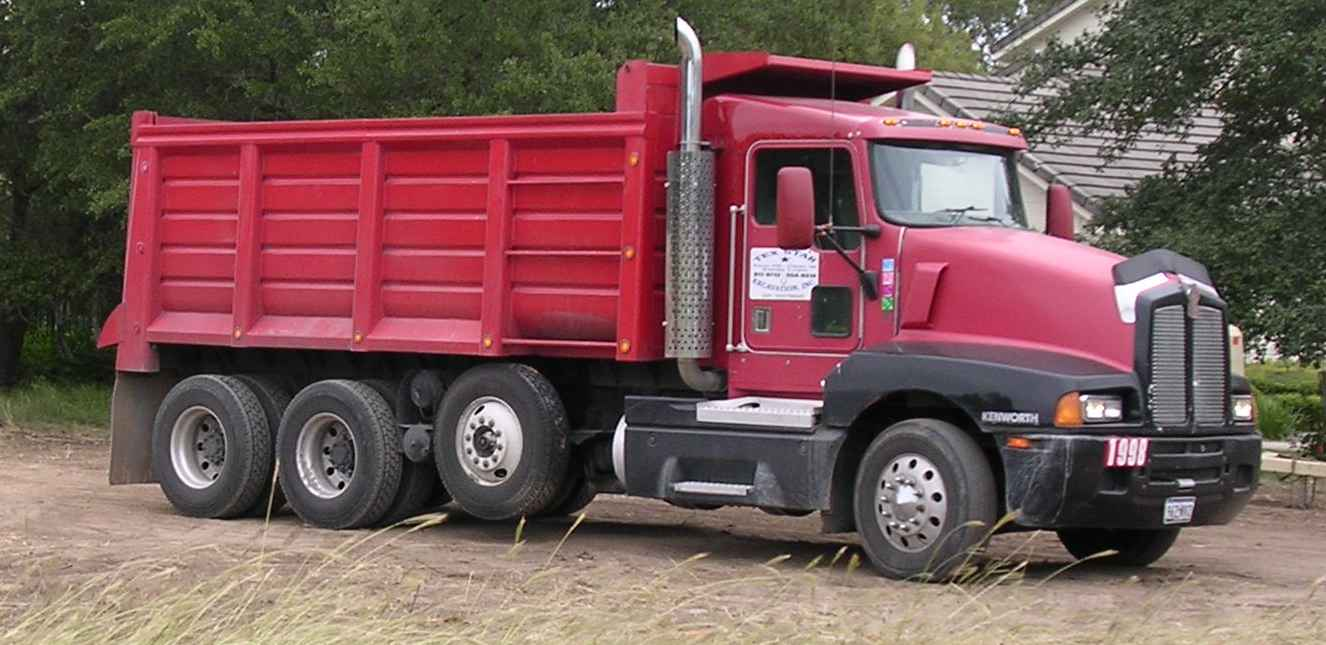
کامیونی با یک محور بالاگیر که در حالت بالا قرار دارد.

از این نوع محور (Lift axle) در برخی از کامیون‌های کمپرسی و تریلرها استفاده می‌شود (همچنین با نام airlift axle یا drop axle شناخته می‌شود)، که معمولاً به صورت مکانیکی بالا یا پایین می‌شوند. برای افزایش ظرفیت وزن یا توزیع وزن بار روی چرخ‌های بیشتر، محور پایین می‌آید. در صورت عدم نیاز، محور از زمین برداشته می‌شود تا ساییدگی لاستیک‌ها و استهلاک محور را کاهش دهد و باعث افزایش چسبندگی در چرخ‌های باقیمانده شود. بلند کردن یک محور همچنین باعث می‌شود که در پیچ‌های بسیار تند، سایش جانبی آن با جاده کاهش یابد و اجازه می‌دهد تا وسیله نقلیه با سرعت بیشتری بچرخد. در برخی از مواقع، برای دور زدن کامل وسیله نقلیه نیاز است که محور اضافی بلند شود.
چندین شرکت وجود دارند که کامیون و تریلرهای خود را به سامانه کامپیوتری کنترل بالاگیر (computer-controlled airlift) مجهز کرده‌اند و با رسیدن ظرفیت بار محور اصلی به حد مجاز، محورهای مرده به صورت خودکار پایین می‌آیند. محورهای مرده را می‌توان در صورت لزوم با فشار دادن یک دکمه، برای قدرت مانور بیشتر، بلند کرد.
محورهای بالا گیر اولین بار در دهه ۱۹۴۰ میلادی مورد استفاده قرار گرفتند. در ابتدا محور توسط دستگاه‌های مکانیکی بلند می‌شدند. سپس سیستم هیدرولیک جایگزین بالابرهای مکانیکی شد. یکی از اولین تولیدکنندگان سیستم بالابر هیدرولیکی اکسل‌ها Zetterberg واقع در Östervåla سوئد بود و اسم برند آن‌ها Zeta-lyften نام داشت.
محورهای متحرکی که قابلیت بلندشدن نیز داشتند در سال ۱۹۵۷ توسط شرکت فنلاندی تولیدکننده کامیون Vanajan Autotehdas اختراع شد، شرکتی که سابقه همکاری با Sisu Auto را داشت.